# Star Trek
„Eljutni oda, ahová még senki nem merészkedett” (a Star Trek mottója)
A Star Trek gyűjtőcím, amely tizenegy, jelenleg összesen 821 részes sci-fi, egymással nagyon szoros kronológiai és tartalmi függőségi viszonyban lévő filmsorozatot, két rajzfilmsorozatot, tizenhárom egész estés mozifilmet és több száz regényt, képregényt és videójátékot takar. E történetek közös eleme, hogy mind a Gene Roddenberry által az 1960-as években kitalált világban játszódnak.
A már-már mítosszá emelkedett kitalált univerzum a távoli (néhány száz évvel későbbi) jövőben játszódik, és optimista, nagyrészt utópisztikus képet fest a Föld jövőjéről: az emberiség kinőtte a betegségek, szegénység és a különbözőségek elfogadásának képtelensége jelentette problémákat, és egy nagy föderációban, a Bolygók Egyesült Föderációjában egyesítve él más intelligens fajokkal. A főszereplők e Föderáció űrflottájában, a Csillagflottánál teljesítenek szolgálatot, és céljuk új életformák, új civilizációk felkutatása.
A Star Trek az egyik legismertebb cím a tudományos-fantasztikus televíziózás történetében, és a filmes szakmától is számos elismerést szerzett: az összes sorozat együttvéve több mint 100 Emmy-díjjelölésből 31-szer meg is kapta azt. A mozifilmek eddig összesen tizenhárom Oscar-jelölést kaptak és a 2010-es Oscar-gálán meg is született az első Star Trek mozifilmes Oscar-díj: A Star Trek négy jelölésből egyet, a legjobb maszknak járó díjat kapta meg.

## A kezdetek
A Star Trek sorozatként indult, Gene Roddenberry 1964-ben készítette el az első epizódját The Cage (A ketrec) címmel. Egy olyan sci-fi-sorozatot akart létrehozni, amelyben a Wagon Train című korabeli westernsorozat mintájára egy multikulturális csapat hosszú útja során érdekes kalandok sorát éli át, a vadnyugat helyett azonban a világűrben. Másik célja az volt, hogy egy olyan jövőt mutasson be, amelyben az emberiség és a különböző idegen fajok békében élnek egymás mellett. Az első epizódban az űrhajó legénysége még különbözött a későbbi híres legénységtől: Christopher Pike kapitány szerepét Jeffrey Hunter játszotta, aki később kilépett a sorozatból, az első tisztet pedig Roddenberry későbbi felesége, Majel Barrett. Az egyetlen szereplő, aki már ekkor is a fedélzeten volt, a Spock tudományos tisztet alakító Leonard Nimoy volt. Az NBC tévécsatorna azonban az epizódot túl gondolatigényesnek tartotta, kifogásaik között szerepelt többek között Spock „sátáni” külseje és az, hogy nő az első tiszt. (Egyesek szerint csupán Roddenberry találta ki eme "legenda" egyes részleteit, például a megrendelők Majel Barrett-et nem első tiszti posztja, hanem gyenge színészi képességei miatt utasították el. Barrett – Roddenberry szeretője és későbbi felesége – a sorozatban megkapta Chapel főnővér szerepét.)
Miután az NBC rekordösszeget költött az első pilot epizódra, úgy döntöttek – a televíziózás történetében először – hogy adnak egy második esélyt Roddenberry-nek. 1965-ben Roddenberry elkészítette a Where No Man Has Gone Before című új nyitóepizódot, melyben bemutatkozott a később legendássá vált szereplőgárda (az eredeti szereplőkből csak Spock „élte túl” az első pilot epizódot.)

## Sorozatok

### Star Trek: Az eredeti sorozat (1966–1969)

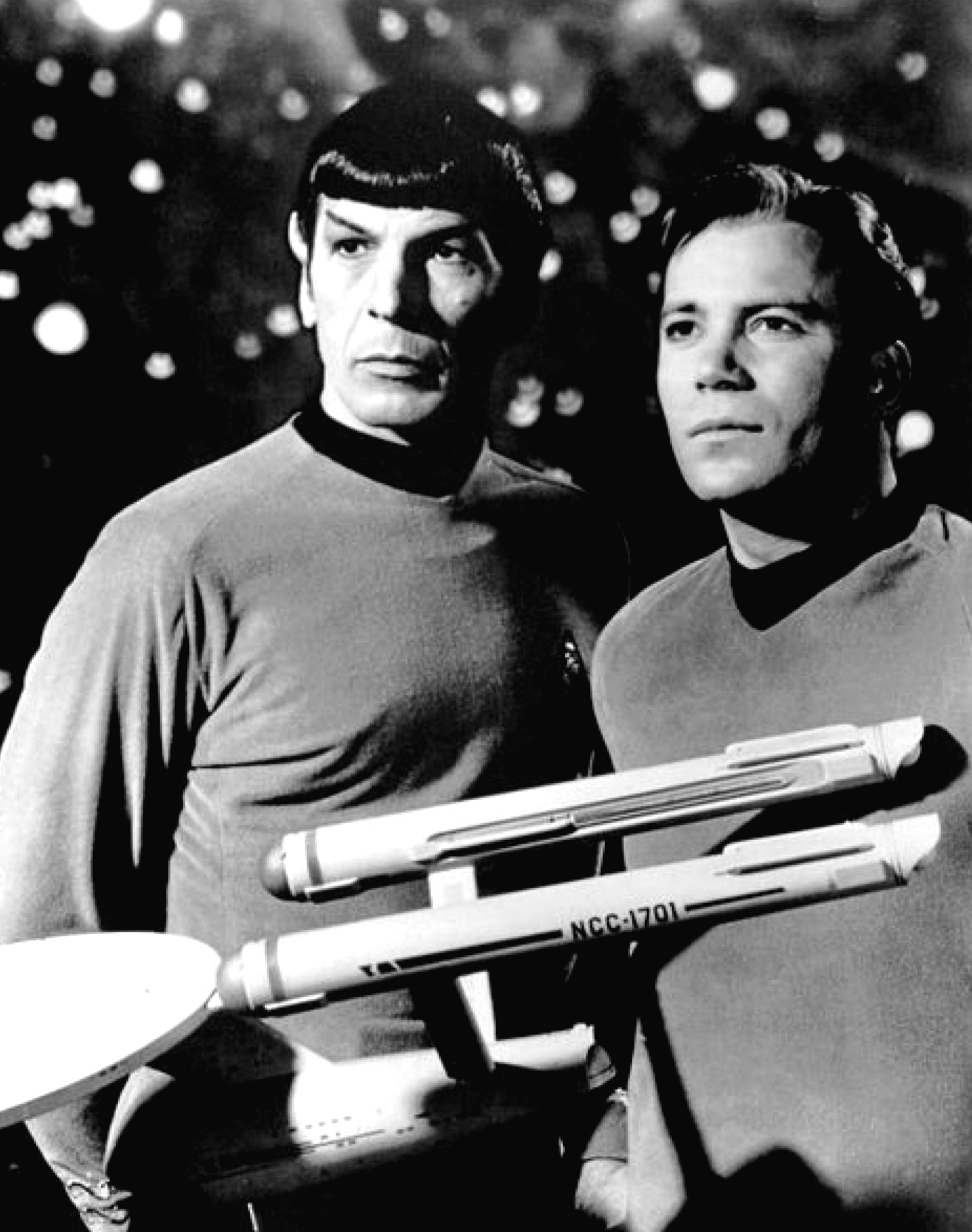
Leonard Nimoy és William Shatner az eredeti sorozatban, előttük a USS Enterprise modellje

Az Enterprise csillaghajó kalandjait bemutató első Star Trek sorozat (ezt olykor Űrszekereknek fordítják magyarul), melyet a folytatások megjelenése óta The Original Series („az eredeti sorozat”, röviden TOS) címen emlegetnek, Gene Roddenberry ötlete volt, 1966 és 1969 között volt látható, de ekkor még nem volt különösebben sikeres, a népszerűséget az ismétlések hozták, miután az 1969-es Holdra szállás felkeltette az emberek érdeklődését a világűr iránt.
A Star Trek első epizódját 1966. szeptember 8-án sugározta az NBC. James T. Kirk kapitány (William Shatner), Spock parancsnok (Leonard Nimoy), dr. Leonard McCoy hajóorvos (DeForest Kelley) és a többiek kalandjait hamarosan hűséges rajongók hada kísérte figyelemmel. A sorozat tipikusan a hatvanas évek politikai és társadalmi problémáit mutatta be (nehéz nem észrevenni az egymással feszült viszonyban lévő, de hivatalosan háborúban nem álló két nagyhatalom, a Föderáció és az ellenséges Klingon Birodalom viszonyának hasonlóságát az amerikai–szovjet hidegháborúhoz), de a humor is megcsillant benne, többnyire Spock és McCoy csipkelődésében. Például Spock az egyik részben így szól: „Ha az ön tudatát beültetnénk egy számítógépbe, akkor abból áradna a logikátlanság.”
A Star Trek idealizmusát multikulturális legénysége is mutatja, a félvér földönkívüli Spock mellett a szereplőgárdában helyet kapott a színes bőrű Uhura hadnagy (Nichelle Nichols), a japán Sulu kormányos (George Takei), sőt, a Pravda egyik cikke után, melyben feltette a kérdést, hogy az űrbe először kijutó oroszokat miért nem képviseli senki az Enterprise fedélzetén, Pavel Chekov zászlós (Walter Koenig) is megjelent a sorozatban. (Mindez a hatvanas években, a hidegháború, a rasszizmus elleni harc idején, alig huszonegy évvel Hirosima után!)
A csapat tagja még a skót „gépészzseni” Montgomery Scott "Scotty" (James Doohan) főgépész, illetve transzporter felelős.
A Star Trek sorozatot 1969 júniusában, 79 rész levetítése után abbahagyták. A kultikus rangot az ismétlések hozták meg igazán. A rajongóknak még azt is sikerült elérniük, hogy 1976-ban, a sorozat tizedik évfordulóján a NASA az űrsikló prototípusát Enterprise-nak nevezze el (bár a hajó prototípus lévén sohasem járt a világűrben).

### Star Trek: A rajzfilmsorozat (1973–1974)
A Star Trek következő állomását a (reklámmal együtt) harmincperces epizódokból álló rajzfilmsorozat jelentette (eredeti címe ennek is egyszerűen Star Trek, megkülönböztetésként The Animated Series vagy röviden TAS néven emlegetik). Roddenberry már ekkor győzködte a televíziós vezetőket egy új Star Trek-sorozat indításáról, de ők nem akarták, hogy emiatt az eredeti epizódok ismétlései veszítsenek értékükből. Végül sikerült elérni, hogy rajzos formában folytatódjanak az Enterprise kalandjai, melyből ekkor 22 epizód készült.
Chekov kivételével az eredeti sorozat legénységének összes tagja megjelent az új műsorban, a hangokat az eredeti színészek adták, ami akkoriban ritkaságszámba ment egy szombat reggeli rajzfilm esetében. Bár a rajzfilm műfaja új lehetőségeket nyitott, és a sorozat különlegesebb helyszíneket és változatosabb idegen fajokat tudott bemutatni, mint a stúdiókban forgatott eredeti sorozat, költségvetési okok miatt a minőség nem volt a legjobb. A legénység között ott van például M'Ress, a kaitián kommunikációs tiszt, és Arex, a háromkarú és háromlábú edoziai is. A sorozat minőségét mutatja azonban, hogy 1974-ben Emmy-díjat nyert, mint a legjobb gyerekműsor.
Több epizód az eredeti sorozatbeli epizódok folytatása volt, például a leghumorosabbnak tartott rész, a More Tribbles, More Troubles. A The Slaver Weapon című epizód forgatókönyvét pedig a világhírű sci-fi-író, Larry Niven írta egyik saját novellája alapján. A rajongók egyértelműen a Yesteryear című epizódot tartják a legjobbnak, ami az eredeti sorozat szellemét tökéletesen megtartva meséli el, miként mentette meg az időutazó Spock gyermekkori önmagát.
A sorozat egyik figyelemre méltó eleme, hogy itt jelenik meg először az űrhajón a holofedélzet, ami a sorozat szerint a 24. század legkedveltebb szórakoztató felszerelése.

### Star Trek: Második fázis
A Star Trek: Phase II (Star Trek: Második fázis) című sorozat 1978-ban indult volna a Paramount Pictures támogatásával, de az ötletet végül elvetették.
A Paramount ekkor egy új (negyedik) tévéhálózat létrehozásán gondolkodott, ennek lett volna egyik „nagy dobása” az új sorozat. Az alkotók 12 epizód történetének elkészítették a forgatókönyv-vázlatát. A sorozat az eredeti szereplőket helyezte volna vissza a képernyőre, kivéve Leonard Nimoyt, (Spockot), aki nem vállalta a folytatást (színházi elkötelezettségére hivatkozott, ugyanis éppen az Equus sikeres színházi előadásaiban játszott, de korábban már „I Am Not Spock” című könyvében kifejezte ellenszenvét a karakter iránt). Helyette egy fiatal vulkánit, Xont találták ki a hiány pótlására, habár titkon mindvégig bíztak abban, hogy Nimoy mégis csak visszatér.
Már javában folytak a tervezési munkálatok, mikor a Paramount bejelentette: mégsem indít új hálózatot. A sorozat ötletét elvetették, de az akkor újonnan kikerült Star Wars film hatalmas sikere miatt a Paramount Pictures úgy döntött, hogy inkább leforgatják az első Star Trek filmet, s a sorozat ötletét végleg elvetették. Az első forgatókönyvek adták az alapját a Star Trek: Csillagösvény című filmnek, illetve két epizódot a Star Trek: Az új nemzedék sorozatba adaptáltak.

### Star Trek: Az új nemzedék (1987–1994)
A Star Trek: Az új nemzedék (The Next Generation, TNG) egy évszázaddal az eredeti sorozat után játszódik, ennek megfelelően technológiailag fejlettebb, ez azonban nem a legfontosabb különbség. Roddenberry próbált újítani, nem csak a sikeres receptet másolta. A korábban ellenséges Klingon Birodalom immár a Föderáció szövetségese, az új hajó, az Enterprise–D fedélzetén szolgál is egy klingon, a biztonsági tiszt Worf hadnagy. A kapitány, Jean-Luc Picard személyisége nem hasonlít Kirkre, inkább diplomata, mint katona, merész felfedező helyett inkább kifinomult úriember. Első tisztjével, William Rikerrel sincs olyan meghitt barátságban, mint Kirk Spockkal. Általában jellemző a sorozatra, hogy a szereplők kapcsolatai sokkal inkább az előtérbe kerülnek és jobban is vannak kidolgozva, mint az első sorozatban. Hangsúlyosabb a Föderáció fő alapelve, az Elsődleges irányelv, melynek lényege, hogy a Föderáció nem avatkozhat bele más kultúrák fejlődésébe, és amelyről az előző sorozatban szinte csak akkor esett említés, amikor megszegték. Az epizódok közt is szorosabb kapcsolat állt fenn, visszatérő epizódszereplők jelentek meg, melyek közül a legjelentősebbek Q, a nyitóepizód rosszfiúja, valamint a Borg, a „nagy ellenség". A faj, amelyik a technológia sötét oldalát hivatott bemutatni.
A legénység többi tagja közül említésre méltó az android másodtiszt Data, a vak, de egy különleges eszköz, a visor segítségével látó Geordi La Forge hadnagy, a betazoid származású (és ezért telepatikus / empatikus képességekkel rendelkező) Deanna Troi, valamint Beverly Crusher doktornő, akinek Picard kapitányhoz fűződő romantikus kapcsolatát beárnyékolja, hogy Crusher férjének haláláért Picard felelősnek érzi magát. Crusher fia Wesley, aki a Star Trek egyik legutáltabb szereplőjévé vált, okostojás csodagyerek mivolta miatt híres.
Roddenberry továbbra is a sorozat producere maradt, de befolyása gyengült, 1991-ben bekövetkezett halála után pedig a Star Trek jelentős változásokon ment át. Az új producer, Rick Berman irányítása alatt a sorozat inkább kezdett hasonlítani egy akciósorozatra, és a korábban békés jövőképre a háború árnyéka is rávetült.

### Star Trek: Deep Space Nine (1993–1999)
Az 1993-ban indult Deep Space Nine (DS9) című sorozat gyökeresen eltért a korábbiaktól. Egyrészt, fő helyszíne ezúttal nem egy űrhajó, hanem egy katonai-bányászati űrállomás, a Deep Space Nine, amely a föderációs terület szélén, a Kardassziai Birodalom határánál, a Bajor-rendszerben kering egy féregjárat közelében (az űrállomás maga is volt kardassziai létesítmény, eredeti neve kardassziaiul Terok Nor). Az űrállomás jelentőségét részben az adja, hogy a Föderáció iránt meglehetősen bizalmatlan civilizációk (elsősorban a kardassziaiak, akikkel a Föderáció a The Next Generation c. sorozatban háborúban állt) lakta területen válhat előretolt katonai és diplomáciai bázissá, továbbá a féregjárat a Galaxis egy eddig felfedezetlen területére, a Gamma Kvadránsba nyílik, ahol hamarosan felfedeznek egy új csillagközi szuperhatalmat, az idegengyűlölő Domíniumot, amely hadat üzen a területére betolakodóknak. Másrészt, a sorozat a fent leírtaknak megfelelően szakít a békekorszakkal és idealizmussal: háborús fenyegetés, majd háború is jön, a politika fontosabb szerepet kap, mint az új világok felfedezése, az emberiségről pedig jóval negatívabb véleményt fogalmaz meg némely epizódokban, mint a klasszikus, Kirk vagy Picard kapitányok jellemezte korszakban. A háborús témának megfelelően a sorozat stílusa jóval akcióorientáltabb és sötétebb, drámaibb is, mint az előzőek. A tudomány szerepe is változik: a DS9-et megelőző sorozatokban a technológia előrébb vitte az emberiséget, itt viszont a gépek hajlamosabbak elromlani és nem működni, főként a kardassziai űrállomás és föderációs eszközök ötvözése miatt.
Benjamin Sisko kapitány a legalkalmasabb ember egy űrállomás vezetésére. Erős kezű parancsnok, kiváló politikus, diplomata és katona. Első tisztje, a bajori Kira Nerys őrnagy korábban bolygója, Bajor Kardasszia elleni függetlenségi harcának egyik vezetője volt, a kardassziaiak azonban – nem egészen alaptalanul – terroristának tartották. A sorozat más színes, új egyéniségeket is bemutat: Odo, a biztonsági főnök például alakváltó, Jadzia Dax egy olyan faj (a trillek) tagja, amelynek tagjai szimbiózisban élnek egy, a testükben lakozó puhatestű lénnyel (tulajdonképpen ő két, egymással összhangban élő lény – Jadzia, a trill nő és Dax, a szimbiota), Quark pedig a kereskedelemmel foglalkozó ferengi faj tagja. A sorozatban régi ismerősként üdvözölhetjük Worf hadnagyot és Miles Edward O’Brien transzporterállomás-főnökből lett főgépészt (ők korábban a The Next Generationben, ill. több mozifilmben szerepeltek).
A Deep Space Nine továbbhaladt abban az irányban, mely felé a The Next Generation tette meg az első lépést. A szereplők kapcsolata itt már fontos eleme a sorozatnak, az egyes epizódok többsége nem különálló és tetszőleges sorrendben is megnézhető rész, amelyeknél az epizód végére visszaáll a status quo, hanem egy szorosan egybefüggő történet elemei.

### Star Trek: Voyager (1995–2001)
A Voyager (VOY) a Deep Space Nine-nal egy időben játszódik, de újra egy hajó, a USS Voyager fedélzetén. A nyitóepizódban a Voyager a Maquis nevű szakadár szervezet egyik hajóját indul felkutatni, egy ősi idegen létforma (a „Gondviselő”) azonban mindkét hajót a galaxis túlsó végére transzportálja, ahonnan a hazaút évtizedekig tart. A maquis hajó elpusztulásával a hajó legénysége a Voyageren kap menedéket. A sorozat elején főleg a két legénység konfliktusai, az egymáshoz való alkalmazkodás folyamata, később leginkább a Delta kvadráns felfedezése és elsősorban a hosszú hazafelé vezető út megtalálása ill. lerövidítése szolgáltatják a fő témákat. A Voyageren is megfigyelhető a különböző fajok (klingon, vulkáni, ember, talaxiai stb.) közti egyetértés és együttműködés kialakulása, illetve a közös sorson osztozó legénység tagjainak jellemfejlődése. Az idő előrehaladtával a kapitány, Kathryn Janeway bensőséges barátságba kerül a maquis vezetőből lett Chakotay első tiszttel, és más kapcsolatok is szövődnek a hajón.
A 4. évad elején a hajóra kerül a kollektívától elszakított Borg dolgozó, Hét Kilenced (Jeri Ryan). Nem sokkal ezután pedig Kes, az ocampa orvossegéd – aki az első részben kerül a hajóra – kiválik a történetből. Hét Kilenced pedig, akit a többiek egyszerűen csak Hetesnek hívnak, idővel a csapat teljes jogú tagja lesz. Különleges Borg-képességei segítségével nemegyszer menti meg a hajót és annak legénységét.
A sorozat egyik érdekessége a hajóorvos, aki tulajdonképpen egy Orvosi Segéd Hologram (OSH), de ő is rendkívüli változáson megy keresztül az együtt átvészelt évek alatt. A sorozat elején egy igen kellemetlen fickó, de később már szinte teljes emberként kezelik a többiek.

### Star Trek: Enterprise (2001–2005)
A Star Trek: Enterprise (ENT) az eddigi hat közül legkorábban, a Föderáció megalakulása előtti időkben játszódik, és a Csillagflotta első, ötös görbületi sebességre képes csillaghajójának, az Enterprise NX-01 kalandjait meséli el, Jonathan Archer kapitány parancsnoklása alatt. Az alapötlet és a Star Trek univerzum újszerű megközelítése (melyet csak még jobban kihangsúlyozott a tény, hogy a sorozat az első két évadban nem viselte a Star Trek előtagot) később hatalmas vitákat kavart a rajongók körében: a sorozat kedvelői üdvözölték az eddigi Star Trek művekhez képest jóval akciódúsabb sorozatot, bírálói szerint ugyanakkor sokszor ellentmond a Star Trek által lefektetett hagyományoknak. A Star Trek rajongók körében hatalmas viták folytak (és folynak még napjainkban is) a sorozat esetleges folytonossági hibáiról, vagyis hogy a sorozat bizonyos történései nem mondanak-e ellent egy korábbi sorozatban/filmben már lefektetett ténynek. Például többen említették, hogy Kirk hajója volt az első, mely az Enterprise nevet viselte, hogy Spock volt az első vulkáni, aki a Csillagflottánál szolgált, illetve, hogy a klingonokkal csak 2218-ban találkoztak először az emberek, nem pedig 2151-ben – fontos azonban megjegyezni, hogy ezeket az állításokat (az utolsót leszámítva) egyetlen sorozatban sem jelentették ki egyértelműen. Viszont a később készült, legutóbbi Star Trek filmmel nyíltan kapcsolatba hozva, ami alternatív idővonalban játszódik az ENT sorozat is feltehetően ebbe a világba fog beletartozni, így függetlenedve a klasszikus idővonaltól, amit a sorozat készítésekor még nem lehetett előre látni. Az Enterprise 2005-ben az eredeti sorozat sorsára jutott, 98 epizód leforgatása után leállították.

### Star Trek: Discovery (2017–2024)
A 2009-es új Star Trek film sikere miatt újjáéledő franchise újabb sorozatoknak is lehetőséget adott, az első ilyen a Star Trek: Discovery (DIS), mely 2017. szeptember 24-én indult, ez a USS Discovery (NCC-1031) nevű kísérleti űrhajó kalandjairól szól. A sorozat története 10 évvel Kirk, Spock, McCoy és az eredeti Enterprise kalandjai előtt veszi kezdetét. Ez az első Star Trek sorozat, ami már nem televíziós csatornán, hanem streaming szolgáltatásban jelent meg – ahogy az ezt követők is. Az első évad fő konfliktusa a Föderáció – elsősorban a Föld – űrháborúja az újjászerveződő Klingon Birodalommal. A második évad konfliktusának középpontjában egy rejtélyes időutazó lény és egy, a szerves élet elpusztítására törekvő mesterséges intelligencia áll. A harmadik évadban a Discovery több mint 900 évet utazik előre az időben a 32. századba, ahol egy jócskán szétzilált világban kell a főhősöknek helyt állni, és helyreállítani a Föderáció reputációját. A negyedik évadban az új világba már berázódott legénységnek egy galaxist fenyegető különleges fekete lyukkal kell szembenéznie. Az ötödik évadban egy ősi humanoid faj technológiájának megszerzése a tét, akik egy csomó más humanoid faj, köztük az ember ősei is (utalva egy korábbi TNG történetre). A sorozatot Torontóban forgatják. A sorozat a korábbiaktól eltérően sokkal szorosabban szerializált. Az első évad 15 részből, a második 14, a harmadik és negyedik 13-13, az ötödik 10, összesen 65 epizódból áll.

### Star Trek: Picard (2020–)
A Star Trek: Picard (PIC) 2020. január 23-án indult a sorozat, ami Az új nemzedék sorozatban megismert Jean-Luc Picard kapitány utóéletét mutatja be a korábbi sorozat szereplőivel készült utolsó mozifilm után 20 évvel. A sorozat világának komoly változásait mutatja be, sok nosztalgikus momentummal, mégis sok akcióval és izgalmas történetvezetéssel. A történetben Data és a vele kapcsolatos mesterséges intelligencia, valamint egy titkos romulán csoport kap fontosabb szerepet, amiben a Csillagflottától visszavonult Picardra is fontos szerep hárul. Az új sorozatban Picard kapitány mellett egy sor új állandó szereplő is felbukkan, de a régi közönség kedvencek közül is többen visszatérnek hosszabb-rövidebb időkre. A sorozat mindhárom évada 10 epizódból áll, elérhető a CBS All Access és Amazon streaming szolgáltatóknál. Második évadának forgatását a koronavírus-járvány nehezítette, aminek sugárzása 2022 márciusában indult, ebben feltűnik a Borg, majd Q váratlanul egy alternatív, despotikus jelenbe röpíti Picardot és társait, ami hasonló a „tüköruniverzum” elnyomó világához; innen kell hőseinknek 2024-be visszatérve megakadályozniuk a történelem megváltoztatását, miközben Picard is szembesül múltja démonaival. A harmadik, befejező évad 2023. február 16-tól kezdődik, ebben az Enterprise-D legénységével együtt néz szembe egy új fenyegetéssel. Szóba került egy lehetséges negyedik évad is.

### Star Trek: Lower Decks (2020–)
A Star Trek: Lower Decks (LD, LOW), szabad fordításban Alsóbb szintek alcímű animációs sorozat szintén 2020-ban, augusztus 6-án indult, ami sok szempontból más, mint az addigi Star Trek történetek, leginkább mert maga állít görbe tükröt a Star Trek elé szatírikus módon, gyakran morbid fekete humorral, miközben szembe megy a korábbi sorozatokban megszokott csillagflottás szabályokkal és protokollokkal. A cselekmény emiatt sem kapcsolódik semmilyen formában sem semmelyik korábbi sorozathoz, másrészt a cím is arra utal, hogy főtisztek helyett ezúttal először a főleg alsóbb fedélzeteken tartózkodó zászlósok ügyes-bajos dolgai kerülnek előtérbe egy amúgy jelentéktelen csillaghajón, a USS Cerritos-on. Négy ilyen zászlós a sorozat főszereplője, akik a rájuk bízott átlagos, unalmas, lenézett, időnként piszkos munkákat nagy lelkesedéssel végzik, ki naivitásból, ki előléptetésben bízva, ki csak azért, mert zászlósként érzi jól magát. A főszereplő Beckett Mariner zászlós, egy talpraesett afroamerikai lány, aki igazi buliként éli meg a zászlóslétet, gyakran felelőtlen és megbízhatatlan, ám sok tapasztalattal, ismerőssel, meg némi szerencsével szinte mindig kivágja magát. Brad Boimler zászlós, egy fehér srác már pont az ellentéte, ő igyekszik felelősségteljesen, csillagflottatiszthez méltón viszonyulni a feladatokhoz, leginkább azért, hogy feljebb jusson a ranglétrán, de legtöbbször lebőgés az erőlködése vége, ráadásul Mariner is gyakran szabotálja a próbálkozásait. D'Vana Tendi zászlós egy zöld bőrű, hiperaktív orioni lány, aki tudományos tisztként főleg a gyengélkedőn igyekszik helyt állni. Sam Rutherford zászlós pedig egy afroamerikai fiú, akinek cyborg implantátum van a bal halántékánál, ő főleg a gépészeti területhez ért. A négy zászlós szerencsétlenkedése gyakran okoz vicces ön és közveszélyes szituációkat, máskor viszont akaratukon kívül lesznek bizarr, szürreális, akár horrorisztikus események résztvevői, amik viszont abszurditásuk miatt inkább komikusak, semmint félelmetesek, de pont ezért az évadonként 10 epizódból álló rajzfilmsorozat inkább felnőtteknek ajánlott. Két évad után a harmadikat 2023-ban, a tervezett befejező negyedik évadot pedig 2024-ben mutatják be.

### Star Trek: Protostar (2021–2023)
A Star Trek: Protostar (Star Trek: Prodigy; PRO) egy Nickelodeonnal közös, 2021 októberében indult másik animációs sorozat, mely főleg a fiatal, illetve kamasz közönséghez szól. A Lower Decks-szel ellentétben ebben nem a fekete humor dominál, hanem a hagyományosabb Star Trek-es kalandok, melyek főhősei egy börtönbányász-kolóniáról elszökött, különböző fajú fiatalokból álló csapat, akik a bányakolónián  rátalálnak a USS Protostar nevű hajóra, majd elszöknek vele. A sorozat a hajóval történő utazás során megtapasztalt kalandokról szól, de a hajóhoz tartozik Janeway kapitány kiképzőhologramja is, miután a sorozat amúgy öt évvel a Star Trek: Voyager vége után játszódik. Nemsokára kiderül, hogy a hajót egy bizonyos faj hátsó szándékkal vetné be a Föderáció ellen, miközben Janeway admirális is a hajó és legénysége után kutat. A második évad 2023-ban érkezik. Ez év június 23-án viszont a Paramount+ bejelentette, hogy nem folytatják tovább a sorozat sugárzasát, a 2. évad még elkészül ugyan, de azt már nem ez a streaming platform kívánja bemutatni, mi több az 1. évad sem lesz elérhető onnan, így – egyelőre legalábbis – itt befejeződik a sorozat.

### Star Trek: Különös új világok (2022–)
A Star Trek: Különös új világok (Star Trek: Strange New Worlds; SNW) 2022 tavaszán indult el, az első évad 10 epizódjával. A cselekmény tulajdonképpen a Star Trek: Discovery spin-off sorozataként a USS Enterprise Christopher Pike kapitány parancsnoksága alatti idejéről szól, mielőtt azt James T. Kirk átvette volna tőle. A hajó fedélzetén ekkor már ott van Spock, Uhura és Chapel nővér is. A sorozat külsőségeiben és cselekményeiben is az eredeti sorozatot idézi meg, mivel a cselekmény annak közvetlen előzményeként van tálalva.

### Star Trek: A 31-es szekció (2025)
A történet szintén a Star Trek: Discovery afféle spin-offja: a főszereplő az ott megismert Philippa Georgiou, a tüköruniverzum Terrán Birodalmának egykori császárnője, aki a Föderáció idősíkjába kerülve kezdett új életet, amíg a Föderáció félhivatalos titkos szervezete, a 31-es szekció egy különítménye be nem szervezi egy veszélyes tömegpusztító fegyver felkutatására, aminek a múltjához is köze van. A cselekmény eredetileg egy új sorozat nyitóepizódja lett volna, de végül csak egy másfél órás filmként készült el streamingre, ebben közre játszhat, hogy általánosságban negatív volt a fogadtatása.

## Star Trek a mozivásznon
A hetvenes évek vége felé a Star Trek készítői és szereplői készen álltak egy újabb sorozatra. A Csillagok háborúja sikere azonban a filmvászon felé irányította figyelmüket, és 1979-ben elkészült a Star Trek: Csillagösvény című film (az eredeti film címe Star Trek: The Motion Picture – jelentése: „Star Trek – A mozifilm”). A történet a tervezett második sorozat, a Star Trek: Phase II nyitóepizódja lett volna. A film pénzügyi szempontból rendkívül sikeres volt, bár a rajongók többsége nem sorolja a legjobbak közé. A Csillagösvény utat nyitott a Star Trek számára a mozivásznon, tizenkét újabb film követte.
Az 1982-es Star Trek II: Khan haragja az eredeti sorozat egyik epizódjának a folytatása, mely az inkább tudományos alapokra épülő Csillagösvény után egy merőben eltérő, sötétebb tónusú, akciódúsabb, de elgondolkodtató film. (Ettől a ponttól kezdve Roddenberry haláláig kizárólag másodlagos, tanácsadói szerepkörben képviselte magát a mozifilmekben.) Sok rajongó (köztük többek közt Quentin Tarantino) kedvence a második film. Ez a film jelentette továbbá a rajongók egyik kedvencének, Spocknak a halálát, miután az őt játszó Leonard Nimoy úgy tervezte, kilép a Star Trekből.
A közepesen sikeres harmadik film – Star Trek III: Spock nyomában, mely a rajongók követelésére Spock feltámasztását, és egyben Leonard Nimoy rendezői bemutatkozását jelentette – után elkészült 1986-os (szintén Nimoy rendezte) negyedik folytatás, a Star Trek IV: A hazatérés érte el a mindmáig legnagyobb pénzügyi sikert. Az újfajta, humoros megközelítésű „családi” tónusú film számos rajongó kedvence. Amúgy a második, a harmadik és a negyedik film egymás közvetlen folytatásai, történetük egyetlen összefüggő cselekménysorozat.
Az Új Nemzedék televíziós sugárzásával egy időben még további két mozifilmen folytatták az eredeti sorozat szereplőinek kalandjait. Az 1989-es Star Trek V: A végső határ (William Shatner máig egyetlen filmes rendezése) súlyos bukás volt, az 1991-es hatodik mozifilm Star Trek VI: A nem ismert tartomány – az eredeti szereplőgárda hattyúdala – azonban visszahozta a Star Trekbe azt a fajta zsenialitást, amit a második film jelentett. Máig az egyik legjobban sikerült Star Trek-filmként tartják számon.
1994-ben az Új Nemzedék is bemutatkozott a mozivásznon a pénzügyileg sikeres, de amúgy nem a legjobbak között számontartott Star Trek: Nemzedékekben, mely egyben az eredeti sorozat főhősének, James Kirknek a halálát jelentette. Ettől kezdve még további három film készült ezzel a szereplőgárdával: az 1996-os Star Trek: Kapcsolatfelvétel a rajongók új generációjának kedvence lett, szintén a Star Trek legjobbjai közt tartják számon. Az 1998-as, könnyedebb Star Trek: Űrlázadás pénzügyileg sikeres. A 2002-es Star Trek: Nemezis (az Új Nemzedék búcsúfilmje) azonban megbukik a mozikban, részben talán az Enterprise-sorozat akció-orientáltságának átvétele miatt.
A tizenegyedik, egyszerűen csak Star Trek címet viselő film 2009 májusában került a mozikba. A rendezést és a produceri munkákat a többek közt az Alias, a Lost, A rejtély sorozatokért és a Mission: Impossible III filmért felelős J. J. Abrams vette át. A film az Enterprise és az eredeti sorozat közötti időszakban játszódik egy alternatív idősíkban. Egyértelműen ez lett a leglátványosabb eddigi Star Trek produkció, széles köröknek nyitva meg azt. A filmnek azóta két folytatása is lett, a Star Trek – Sötétségben és a Star Trek: Mindenen túl, ez utóbbit már Justin Lin rendezte, de Abrams producerként továbbra is részt vett a film elkészítésében.
Mindezekből az adatokból világosan látszik az is, hogy a Star Trek mozifilmek elég hullámzó teljesítményt mutatnak, mivel a "kultikus" tévésorozatokon alapulnak és ez behatárolta a filmek lehetőségeit is. Ennek következtében a filmkészítők nem mertek, illetve nem is nagyon tudtak a filmek által lényeges változást, megújulást hozni a Star Trek világába, ami akár sokkal több új Star Trek nézőt eredményezett volna. Az új Star Trek mozifilm a kezdetek néminemű át- és újraszervezésével egyértelműen ezen kívánt változtatni, noha a Mindenen túl 2016-os premierje óta nem készült újabb mozifilm.
A korábbi filmek készítésekor is szóba került, hogy nézőcsalogató, nagyobb nevű sztárok is szerepeljenek bennük, de egy igazán nagy sztárt sem sikerült leszerződtetni hozzájuk. A legismertebb szereplők a sorozatok időközben ismertté váló főszereplői voltak. Ennek is feltehetően az alacsony költségvetés volt az oka.

## Időutazás a Star Trek univerzumban és alternatív idővonalak
Az időutazás és az alternatív idővonalak szintén visszatérő elemei a Star Trek sorozatoknak és filmeknek. Az időutazás a Star Trek történetekben mindig befolyásolhatja a jelenlegi idővonalat, tehát a múlt megváltoztatása hatással van a jövőre vagy épp a jelenre. Ebben az esetben létrejön egy alternatív idővonal, ahol a dolgok és a karakterek másmilyenek, habár ugyanúgy megvannak, és a feladat visszatérni onnan, vagy visszaállítani az eredeti állapotot. Emellett vannak időutazástól független, önmagukban is létező alternatív idővonalak is, melyek rendszerint az eredetivel egy időben, de más eseményláncolat mentén jöttek létre. Mindegyik sorozatban előfordul időutazás vagy alternatív valóság, ami problémákat gerjeszt, ezért meg kell oldani a helyzetet, általában egy, néha több epizódban. Egy bizonyos visszatérő „tüköruniverzum” a TOS, a DS9, az ENT és a DIS sorozatokban is felbukkan, összesen tizenhárom epizódban. Ebben előbb a földi Terrán Birodalom, később az azt legyőző Klingon-Kardassziai Szövetség az uralkodó szervezet. Számos Star Trek-regény is megjelent, ami ebben vagy más alternatív idővonalban játszódik a már ismert szereplőkkel vagy akár teljesen újakkal; számos nem hivatalos Star Trek-kiadvány, mint regények, képregények, szerep- és PC-játékok is gyakran alternatív cselekményekként jelennek meg.
Több mozifilmben is történik időutazás, a Star Trek IV: A hazatérés-ben, a Star Trek: Nemzedékek-ben, a Star Trek: Kapcsolatfelvétel-ben, és a Star Trek (XI.) filmben is. Ez utóbbi esetben az eredeti idővonal hivatalosan is véget érve átadja a helyét egy teljesen újnak, melyben ezután folytatódnak a kalandok.
Hozzátartozik az igazsághoz, hogy a különböző Star Trek produkciók időutazásai vagy alternatív idővonalai sokszor nagyon könnyelműen, a „forgatókönyvi önkény” mentén alakulnak: egyik időutazásnak vagy időmanipulációnak sorsdöntő hatása van a jövőre, míg más esetben a változtatások csak minimális differenciát eredményeznek. Magára az időutazásra vagy időbefolyásolásra is több lehetőség kínálkozik. Sok alternatív idővonal időutazás révén jön létre, de olyan is van, amelyik önmagától létezik, mint például a  „tüköruniverzum”, ezért nem egyértelmű, hogy nem létezhet e mindegyik alternatíva önmagában is.
Érdekesség, hogy a Star Trek kimondatlanul is egyértelműen a valóság valószerű jövőképe szeretett volna lenni a maga utópista kicsengésével, emiatt a történetekben utólagos korrekciók is történtek; azonban az 1960-as évek vége óta eltelt évtizedek egyértelműsítették, hogy ezen időszak, akár konkrétan „megjósolt” eseményei, melyek ehhez szükségesek lettek volna nem történtek meg – vagy csak részlegesen és máskor, például kommunikátor vö. mobiltelefon. A Star Trek által prognosztizált jelen és jövő, sőt már múlt is így egyértelműen alternatív történelemnek számít, mely ebben a konkrétan ábrázolt formában bizonyosan nem (lesz) képes a megvalósulásra.

## Egyéb történések
A Star Trek sorozatai lehetőséget adtak rá, hogy az epizódokban a sci-fi műfaj különböző ismerős elemei megjelenjenek, így a földönkívüli fajok, a fénysebességnél gyorsabb űrhajók és az időutazás mellett számtalan más egyéb sci-fikből ismerős téma is felbukkant, úgy mint mesterséges intelligencia, klónozás, géntechnika, biomechanikus eszközök stb., de más műfajok és konkrét ismert irodalmi művek is alapul szolgáltak több különböző történethez, ahogy az adott kor technikai és szociális fejlettsége is hatást gyakorolt rájuk.

## Kritika
A filmek tehát a sorozatok hagyományait követték, amik élükön Az eredeti sorozattal nem arattak osztatlan sikert. A leggyakoribb kifogások közé tartoztak az unalmas történetek, a steril, sokszor (főleg az idő múlásával) nevetséges díszletek, ruhák, és persze a szereplők komolykodó, filozofálgató, didaktikus, nevelő szándékú dialógusai, cselekedetei voltak, amik emiatt szintén nevetségessé tették számos néző számára. Az eredeti sorozat készítése közben is felvetették a gyártásért felelős NBC televízióstúdiónál, hogy a sorozat "unalmas", emiatt a sorozatot a "legrosszabb műsorsávba", péntek este 10 órára tették. Ezekről maga Leonard Nimoy is megemlékezett egy interjúban. Ezen kívül a sorozat(ok)nak nem igazán állt rendelkezésre olyan büdzsé, illetve technika, amivel látványosabb helyszíneket, lényeket stb. tudtak volna a nézők elé varázsolni. (Jellemző példa, hogy számos esetben csak említés szintjén tűnnek fel a történetekben olyan egzotikus fajok, akiknek például átlátszó a feje, három szemük van, vagy rovarszerű a kinézetük, miközben látható szerepben leginkább csak a jól ismert, emberszerű lények tűnnek föl.)
A Star Trek népszerűségét Az eredeti sorozat későbbi ismétlései hozták meg, amihez nagy lökést adott a Holdra szállás is. A sorozatjelleg miatt azonban később is gyakran olyan érzése lehetett az alkalmi nézőknek, hogy a Star Trek igazából az azt rendszeresen nézőknek vagy a rajongóknak szól, de a nagyobb bevételek elmaradása alapján idővel ők is kiábrándulhattak a Star Trek kissé megmerevedett világából.

## Regények, képregények, egyéb kiadványok
Az első Star Trek-regény 1968-ban jelent meg Mission to Horatius címmel, amit utána rengeteg másik követett, ezek cselekménye többnyire az eredeti idővonalon játszódnak, a sorozatok és mozifilmek hivatalos cselekményei mellett, de inkább az azok közti időszak eseményeiről szólnak. Sok regény valamelyik sorozatokból vagy filmből ismerős karakter újabb kalandjait mutatja be, de vannak azoktól teljesen független cselekményűek is. A regények egy másik része alternatív idősíkokon játszódnak, mint például a „Tüköruniverzumban”. A történetek később képregényekben és számítógépes játékokban is megjelentek, bár a regények és a többi kiadvány cselekményei nem képezik a hivatalos idővonal részét. Ettől függetlenül a nemhivatalos történetek is népszerűek lettek, mivel kitöltik a hézagokat a hivatalos idővonalban, vagy olyan történeteket, helyszíneket, szereplőket vonnak be, akiket filmen nehéz lett volna megmutatni.
Érdekesség, hogy több, a Star Trek valamilyen produkciójaban megfordult színész maga is írt Star Trek regényeket, a legismertebbek talán William Shatner regényei, de írt történetet a Q-t alakító John de Lancie, az Elim Garakot alakító Andy Robinson, a Quarkot alakító Armin Shimerman, vagy a Martokot alakító J.G. Hertzler is. Ezen regényekben ennek megfelelően a filmes karaktereik további különböző kalandjai szerepelnek, Robinson A Stitch In Time című könyvében például Garak életútját bemutatva vezeti végig az olvasót Garak gyerekkorától egészen a Deep Space Nine utáni időkig. Ezen kívül számos szakkönyv is létezik, melyekben a sorozatokban, filmekben látott technikai háttéről, hajókról, bolygókról, fajokról, szervezetekről, miegymásról igyekeznek átfogó képet adni.
A külföldön megjelent tengernyi Star Trek regényből idehaza nagyjából alig egy tucat jelent csak meg, ennek oka a franchise hosszú itthoni ismeretlenségéből fakadó érdektelenség volt, ami miatt nem volt rentábilis ilyen regényeket kiadni.

## Paródiák
- Galaxy Quest – Galaktitkos küldetés (film)
- A zűrhajó (film)
- Star Trek: Lower Decks

Ezeken kívül még pornófilm is készült a Star Trek tematikájára.

## Filmzene
A Star Trek különböző produkcióinak filmzenéi több zeneszerző műve.
Az eredeti sorozat zenéjét Alexander Courage szerezte, ennek jellemzője a magas hangú női vokál. A zenemű nyitányának taktusait a későbbi filmzenékhez is felhasználták. A rajzfilmsorozathoz Ray Ellis és Norm Prescott készített zenét.
Az első mozifilm, a Star Trek: Csillagösvény filmzenéjét Jerry Goldsmith szerezte, ami Courage szerzeménye mellett a másik legismertebb zenéje lett a Star Trek produkcióknak, nem annyira a mozifilm miatt, hanem mert később szinte változtatás nélkül használták fel Az új nemzedék sorozat főcímzenéjeként, emiatt aztán ez lett a velük kapcsolatos elsődleges zenei téma, bár a sorozat többi zeneműje Dennis McCarthy munkája. Goldsmith szerezte ezután a legtöbb Star Trek produkció zenéjét.
A második és harmadik mozifilm, a Khan haragja és a Spock nyomában zenéjét James Horner szerezte, a negyedik részét, A hazatérését pedig Leonard Rosenman.
Az ötödik A végső határ című film zenéjét szintén Goldsmith szerezte, a hatodik A nem ismert tartomány című film zenéjét Cliff Eidelman készítette, majd a hetedik, Nemzedékek című résznek ugyancsak Dennis McCarthy volt a szerzője, aki a DS9 sorozat, és később az Enterprise sorozat legtöbb zenéjéért is felelős. Ugyanekkor Goldsmith szerezte a Voyager sorozat, a nyolcadik Kapcsolatfelvétel, a kilencedik Űrlázadás, és a tizedik Nemezis mozifilmek zenéjét is.
A Star Trek megújulása új zenét és új zeneszerzőt is hozott magával: a tizenegyedik Star Trek, a tizenkettedik Star Trek – Sötétségben és a tizenharmadik Star Trek – Mindenen túl mozifilmek zenéjét Michael Giacchino szerezte.
A 2010-es évek óta megjelent újabb sorozatoknak is újabb zeneszerzői lettek: a Discovery és Picard zenéjét Jeff Russo, a Lower Decks-ét Chris Westlake, a Protostarét és a Különös új világokét Nami Melumad készítette.

## Star Trek Magyarországon
Hazánkban a rendszerváltás előtt egyetlen Star Trek sorozatot sem vetítettek, mivel a sorozat többek közt alig leplezetten az akkori hidegháború állapotát képezte le a Föderáció és a Klingon Birodalom szembenállásával, így a '70-es, '80-as években sem itthon, sem más akkor szocialista országban sem alakulhatott ki olyan rajongói kultúra, mint Amerikában vagy Nyugat-Európában. Az első, hazánkban is látható Star Trek produkció az első mozifilm volt, melyet Űrszekerek címmel, négy másik mozifilmmel együtt VHS kazettán adtak ki a '80-as években, teljes érdektelenség mellett. Később, a nyolcvanas évek vége felé a televízió is levetítette az első mozifilmet. (A Galaktika egy-két külföldi forrásból átvett cikkben, hírben itt-ott röviden megemlítette a Star Trek-et, de ennél sohasem ment tovább.)
A rendszerváltás után csak nagyon lassan változott meg a helyzet. A '90-es évek elején kiadtak pár Star Trek-hez kapcsolódó regényt, a hatodik és a hetedik filmet pedig már mozikban is játszották – 1997-ben a nyolcadikat is –, azonban ezek is teljes érdektelenségbe fulladtak. Az érdektelenség nyilvánvaló oka az volt, hogy a mozifilmek szervesen kapcsolódtak a sorozatokhoz, így azok ismerete nélkül a mozifilmek nem sokat mondtak a sorozatokat nem ismerő hazai közönségnek, főleg, hogy még akkori nemzetközileg ismert színész sem játszott bennük. Ekkor, a '90-es évek elején alakult meg az azóta is működő Magyar Star Trek Klub, melynek fiatal tagjai főként külföldi, műholdas adásokból ismerték meg a sorozat világát. A '90-es években kiadták ugyan a TNG és a DS9 néhány fontosabb dupla epizódját VHS-en (ahogy ez külföldön is megtörtént), de mivel akkor a sorozatok, amiknek ezek részei voltak itthon még nem futottak, az egyszeri néző még a mozifilmeknél is kevésbé tudta őket hova tenni. Sorozatok és kialakult szinkronhangok híján ezért a kiadott duplarészekbe is össze-vissza válogatták be a szinkronszínészeket, így például Picard hangja volt Juhász Jácint, Csikos Gábor és Rajhona Ádám is, de ugyanezért szinkronizálta az 1994-es Star Trek: Nemzedékek filmben Kránitz Lajos is.
A Star Trek produkciók bemutatásának ekkori magyarországi viszonyait jól mutatták ezek a kaotikus állapotok, a Magyar Televízió csak a mozifilmekből sugárzott rendszertelenül, mivel a forgalmazók később is csak ezeket hozták az országba, mindemellett többször nagyfokú hozzá nem értés is kísérte a magyar változatokat, időnként értelmetlen félrefordításokat eredményezve, máskor újságcikkekben összekeverve a különböző sorozatokat és filmeket. Csak az 1996 után létrejövő magyar kereskedelmi televíziózás tudott megfelelő körülményeket teremteni a sorozatok tisztességes magyar bemutatásához, és így ahhoz, hogy szélesebben elérhetővé váljanak az évtizedes franchise cselekményei.
Ez végül 1997. november 2-án vette kezdetét, ekkor a TV3 sugározni kezdte Az eredeti sorozatot. Kezdetben hetente, majd hetente kétszeri sugárzással mind a 79 epizód (plusz az eredeti pilot-rész egy dokumentumfilm keretében) adásba került, csekély érdeklődés mellett. A TV3 ekkor készített egy riportot a Magyar Star Trek Klub tagjaival: . Ezt követően 1998 októbere és 1999 tavasza között az Új nemzedék első két évadja és az első mozifilm (új szinkronnal) is adásba került, szintén kevés nézőt vonzva. A TV3-as sugárzás azonban nagymértékben növelte a rajongói klub tagságát, sok emberhez hozva közelebb a sorozatot.
Az 1999-ben, moziban bemutatott kilencedik mozifilm sikeréhez ez azonban kevés volt, igaz ez a film külföldön is bukásnak bizonyult.
2000 januárjában – néhány héttel a TOS ismétlése előtt – a TV3 adása megszűnt. Ekkortájt a TV2 leadta a hat, eredeti legénységgel készült mozifilmekből ötöt, melyek nézettsége olyan alacsony volt, hogy az utolsókat már késő éjjel, nézhetetlen időpontban tűzték műsorra. A nagy áttörés azonban nem váratott magára sokat: ez év nyarától az újonnan létrejött Viasat 3 elkezdte adni a Star Trek: Voyager-t, mely nagy sikert aratott, különösen a fiatal nézők körében. Ezt követően a csatorna műsorára tűzte a teljes Deep Space Nine, majd az Új nemzedék sorozatot, a mozifilmeket és az Enterprise sorozatot is. Egyedül a Star Trek rajzfilmsorozat nem került (még) bemutatásra Magyarországon. Hogy a Star Trek magyar viszonyaira még ekkor is jellemző volt a hozzá nem értés az bizonyította, mikor a Voyager utolsó, hetedik évadját 2002-ben költségcsökkentés ürügyén egy másik szinkronstúdió más hangokkal szinkronizálta le, ami egységes közfelháborodást okozott. A megszokott hangok helyett megszólalt új hangok ráadasul egy csomó értelmetlen, félrefordított kifejezést használtak. Az eset akkora botrányt kavart, hogy nem sokkal ezután újraszinkronizálták az évadot a korábbi színművészekkel.
A tizedik mozifilm mozikban már nem, csupán DVD, illetve VHS forgalmazásban jelent meg nálunk 2002-ben. Ezután megcsappant a Star Trek iránti érdeklődés a televíziós sugárzás hiánya miatt, de egy állandó rajongói réteg mindig képviseli a Star Trek-et Magyarországon. Jelenleg az AXN és az AXN sci-fi csatornák sugározzák az Enterprise és az Új Nemzedék epizódjait, és a TV6-on az eredeti Star Trek-et és a Voyagert (a Voyager a TV6 egyik legnézettebb sorozata). Az AXN sci-fi elkezdte leadni az eredeti sorozat felújított évadjait. 
A tizenegyedik mozifilmet a világ többi országával egy időben mutatták be 2009-ben nálunk is, nagy sikert aratva. Jellemző az is, hogy Star Trek játékok, termékek itthon először ezzel a filmmel kapcsolatban jelentek meg rendes, hazai forgalmazásban. A folytatásai 2013-ban és 2016-ban szintén globális premier keretében lettek itthon bemutatva.
A 2017-től bemutatott újabb sorozatok – Discovery, Lower Decks, Picard, Protostar – évekig nem kerültek kifejezetten magyar forgalmazásba, mivel ezek a sorozatok a televízió helyett már streaming szolgáltatás keretein belül jelentek meg: az olyan sorozatok, mint a Discovery vagy a Picard különböző itthon is működő streaming felületen, mint a Netflix vagy az Amazon Prime Video elérhetők voltak ugyan Magyarországon is, de jó esetben is csak magyar felirattal. 2021 márciusától az összes streamelhető Star Trek-tartalom egy újabb, Paramount+ néven egyesülő felületre került Amerikában, ennek tartalma 2023 februárjától Magyarországon az ekkor induló, Európában szolgáltató SkyShowtime jóvoltából válik hozzáférhetővé; itt a Különös új világok és a Protostar már szinkronnal is rendelkezik. Mivel a Protostar a Nickelodeonnal közösen készült, 2022-től a Nicktoons adón látható. A Discovery ötödik évada már szintén kapott szinkront. 

## Magyar vonatkozások a Star Trek univerzumban
Magyarokról és magyar vonatkozásokról szócikk a Trek-Wikipedián, a Memory Alphán (angol nyelvű): 
- A Kapcsolatfelvétel c. film elején, a borg-csatánál felbukkan egy USS Budapest (NCC-64923) nevű hajó. A film története szerint Norway-osztályú (kimondottan tudományos kutató hajó típus), föderációs űregységként 2373-ban többekkel együtt védte a Földet a borg invázióval szemben. A Memory Beta adatbázis szerint a parancsnoka az andoriai sh'Raazn.
- A Voyager ötödik évadának Course: Oblivion c. epizódjában egy jelenetben Janeway kapitány csirkepaprikással várja Chakotay-t vacsorára. Állítása szerint a nagyanyja receptje. (A történet szerint azonban pont az a Voyager és az a legénység a Demon c. epizódban felfedezett Y típusú bolygóról származó alakutánzó lények)
- A DS9 űrállomáson Sisko a Family Business c. epizód nyitójelenetében szintén csirkepaprikást főz és a fiával a "paprikás" magyar szó helyes kiejtésén élcelődnek, majd Jake meg is jegyzi, hogy ez magyar étel.
- Udar (egy eugenikus, akit dr. Arik Soong alkotott meg) biológiai szülei, Miklos Karlovassi és Magda Kovacs a nevük alapján magyarok. Udar az Enterprise sorozat negyedik évadának ötödik epizódjában jelenik meg.
- Az eredeti sorozat The City on the Edge of Forever c. epizódjában az egyik jelenetben a magyar szinkronban Kirk kapitány városokat kezd el felsorolni és a második helyen Budapestet említi: "... Honolulu, Budapest ...", ám az eredeti, szinkron nélküli felvételen (5:11-nél) a Honolulu utáni város nem Budapest, hanem Boise.
- Az eredeti sorozat A Piece of the Action c. epizódjában a Sigma Iotia II-n élő iotianok (mely egy rendkívül utánzóképes faj) egyik gengszterbandájában a főnöknek magyar keresztneve van: Béla Okmyx .
- Az eredeti sorozat The Squire of Gothos c. epizódjában Trelane Kirk kapitányéknak a régi nagy csatákról beszél, a háttérben magyar zászló van a sorban. (17. perc)
- Magyar származású színészek, akik valamely Star Trek sorozatban vagy filmben epizód vagy karakterszerepet alakítottak: Janos Prohaska  (TOS sorozatban különféle idegen lények), Michael Pataki (egy TOS és egy TNG epizódban vendégszereplő), Derek Magyar  (ENT sorozatban öt epizódon keresztül Kelby parancsnokot játssza). Valamint a stáb tagjaként, különféle sorozatokon dolgozott a magyar származású Al Smutko (TOS, TNG, VOY), Tom Benko (TNG, VOY, de főleg DS9) és Tom Szollosi (a The Cloud és a Parturition VOY epizódok írója), továbbá a Star Trek V.: A végső határ c. mozifilm operatőre Andrew László volt.
- A Voyager hetedik évadjának Human Error c. részében Chakotey a Hétkilenced által feltett zenére megjegyzi: "Liszt", utalva ezzel Liszt Ferencre.

## Star Trek és a tudomány
A Star Trek készítői nemegyszer tisztelegnek a tudományos élet nagyjai előtt. Például az Új generáció hatodik évadának záróepizódjában (Descent 1) maga Stephen Hawking is szerepel önmagát alakítva () és együtt pókerezik Newtonnal és Einsteinnel, akiket Data hozott létre a holofedélzeten pókerpartnereknek. A Star Trek filmek történetében ő az egyetlen szereplő, aki önmagát alakítja. Sőt, Hawking trekkernek vallja magát, megszólalt a The Science of Star Trek c. dokumentumfilmben is. Newtont egyszer Q hozza a Voyager fedélzetére (Death Wish). Janeway kapitány pedig a holofedélzeten Leonardo da Vinci tanítványaként tiszteleg a polihisztor előtt (pl. Concerning Flight). Az Enterprise sorozat negyedik évad záróepizódjában (Terra Prime) egy komp fedélzetén a főszereplők a Marson a Carl Sagan-emlékmű felett suhannak el: .
2008-ban jelent meg magyarul Lawrence M. Krauss fizikus A Star Trek fizikája – Stephen Hawking előszavával c. könyve, mely a Star Trek világában bemutatott, ma még tudományos fantasztikumnak számító jelenségek és technikák lehetséges fizikai hátterét és az emberiség jövőbeni fejlődési lehetőségeit taglalja.

## Technológia
Itt a Star Trekben leggyakrabban előforduló technikai eszközök, fogalmak szerepelnek, amelyeket mind a Föderáció, mind más fajok is rendszeresen használnak, vagy találkoznak velük:
- Térhajtómű – A térhajtóművel válik lehetségessé a fénynél gyorsabb sebesség, miután az "teret váltva" a normál térből a szubtérbe löki az azzal rendelkező űrhajót. A térhajtómű leggyakrabban különálló hajtóműgondolákban található meg, pl. a föderációs hajóknál, de más fajok hajóinál a hajótesten belül is lehet.
- Szubtér – A szubtér egy különleges közeg, ami a normál tér mellett létezik. Ebben a közegben lehet fénysebességet meghaladó sebességgel utazni.
- Impulzushajtómű – A normál térben való haladásra alkalmas hajtómű, amely maximum "csak" a fénysebesség közel felére képes. Alapját fúziós rakéták képezik, amik fúziós reaktorból nyerik az energiát. A hajótestbe építve rendszerint középtájon helyezkedik el, de lehet máshol is. Föderációs hajókon piros fényt bocsát ki, és a csészealj-szekció hátulján vagy az ahhoz kapcsolódó nyakon található a leggyakrabban.
- Transzporter-sugár – Röviden csak transzporter. Szerves és szervetlen anyagok, azaz élőlények és tárgyak dematerializálással történő szállítására alkalmas eszköz: atomokra bontja az anyagot, majd a célállomáson újra ugyanúgy összerakja. Jellemzően űrhajó és bolygó közötti közlekedésre használják, de űrhajók vagy más helyek közti szállításra is alkalmas, ha van a helyszínen transzporter-platform vagy transzporter-állomás. Csak ezekkel rendelkező helyről lehet transzportálást kezdeményezni. Működéskor fénylő hengerbe burkolja a transzportálandó személyt vagy tárgyat.
- Replikátor – Tárgyak, eszközök materializálására való gép, főleg ételek, italok előállítására használják, erre külön élelmiszerreplikátor szolgál.
- Holofedélzet – Bármilyen jellegű környezet, tárgyak, személyek, élőlények hologramos megjelenítésére alkalmas helyiség. Főleg kikapcsolódásra szolgál, de sportolási vagy gyakorlatozási célokra is gyakran használják. Holokivetítők révén működik, melyekkel amúgy másutt is lehet mesterséges környezetet teremteni.
- Fézer – Támadásra és védekezésre használatos energiasugár, ami a lézerből fejlődött ki. Használják kézifegyverként is, úgy mint 1. típusú kis fézer, 2. típusú fézerpisztoly és 3. típusú fézerpuska, ezeken a fegyvereken állítható az erősség aszerint, hogy kábító, hőkeltő, ölő, vagy akár megsemmisítő fokozatot szeretnénk-e, valamint használják űrhajók fegyvereként is. Föderációs hajóknál szintén különböző típusú fézerek jelentek meg az idők során, kezdetben fézerágyúk, majd fézersorok kerültek kialakításra.
- Diszruptor – A fézerhez hasonló sugár, azzal ellentétben azonban csak pusztító erősségű, ezért jellemzően az agresszívebb fajok alkalmazzák támadófegyverként, úgy mint a klingonok, a romulánok, a Borg stb. Szintén lehet kézifegyver, pl. pisztoly, vagy nagyobb méretben, ágyúként űrhajók fegyvere is.
- Torpedó – Önirányítású töltet, ami alapesetben robbanószerrel van töltve, de más funkcióra is alkalmassá tehető. Leggyakrabban fotontorpedóként használják, de néha antianyag, quantum, plazma, transzfázisos és más torpedókat is használnak. Minden fegyverrel rendelkező űrhajó fegyverzetébe beletartozik.
- Pajzs – Erőtér, amit egy űrhajó, bolygó, bázis, vagy bármi más köré lehet emelni védelem céljából.
- Álcapajzs – Álcázásra szolgáló eszköz, mely láthatatlanná és bizonyos szintig érzékelhetetlenné tesz különböző tárgyakat. Jellemzően űrhajóknál használják, azon belül is a romulán és a klingon hajóknál, de más fajoknál is előfordul. A Föderáció szerződésben vállalta, hogy nem használ álcapajzsot.
- Vonósugár – Űrhajók vagy más tárgyak vontatására szolgáló sugár. Űrhajók, űrkompok, bázisok is fel vannak szerelve vonósugárral.
- Űrkomp – Kis méretű űrhajó, rövidtávú utazásokhoz, pl. felderítéshez. Az űrkompok mindig egy nagyobb űrhajó vagy bázis állományába tartoznak, többet és többfélét is tartanak belőlük. Alapesetben csak impulzusmeghajtással készülnek, de a modernebbek térhajtóművel is rendelkeznek, ezáltal korlátozottan képesek szubtéri utazásokra is.
- Trikorder – Sokoldalú, multifunkcionális, kézi elemzőkészülék, amit szintén sok technikailag fejlett faj használ. Van specifikált változata is, pl. orvosi trikorder.
- Kommunikátor – Kézi kommunikációs eszköz, amivel személyek az űrhajókkal vagy egymással tarthatják a kapcsolatot. Kezdetben különálló készülék volt, majd később kisebb méretű, ruhára tűzhető eszközzé vált.

## Star Trek-névmutató

### Sorozatok
| A sorozat címe, rövidítése                            | A képernyőkön  | Epizódok száma |
| ----------------------------------------------------- | -------------- | -------------- |
| Star Trek: The Original Series (TOS)                  | 1966–1969      | 79             |
| Star Trek: The Animated Series (TAS)                  | 1973–1974      | 22             |
| Star Trek: Phase Two                                  | csak terv volt | –              |
| Star Trek: Az új nemzedék (The Next Generation) (TNG) | 1987–1994      | 177            |
| Star Trek: Deep Space Nine (DS9)                      | 1993–1999      | 175            |
| Star Trek: Voyager (VOY / VGR)                        | 1995–2001      | 172            |
| Star Trek: Enterprise (ENT)                           | 2001–2005      | 98             |
| Star Trek: Discovery (DIS)                            | 2017-2024      | 55             |
| Star Trek: Picard (PIC)                               | 2020–2024      | 30             |
| Star Trek: Lower Decks (LD)                           | 2020–fut       | 20             |
| Star Trek: Protostar (PRO)                            | 2021–2023      | 20             |
| Star Trek: Különös új világok (SNW)                   | 2022–fut       | 20             |

### Mozifilmek
| A film címe                          | Bemutató           |
| ------------------------------------ | ------------------ |
| Star Trek: Csillagösvény             | 1979. december 7.  |
| Star Trek II: Khan haragja           | 1982. június 4.    |
| Star Trek III: Spock nyomában        | 1984. június 1.    |
| Star Trek IV: A hazatérés            | 1986. november 26. |
| Star Trek V: A végső határ           | 1989. június 9.    |
| Star Trek VI: A nem ismert tartomány | 1991. december 6.  |
| Star Trek: Nemzedékek                | 1994. november 18. |
| Star Trek: Kapcsolatfelvétel         | 1996. november 22. |
| Star Trek: Űrlázadás                 | 1998. december 11. |
| Star Trek: Nemezis                   | 2002. december 13. |
| Star Trek                            | 2009. május 7.     |
| Star Trek – Sötétségben              | 2013. május 15.    |
| Star Trek: Mindenen túl              | 2016. július 21.   |

### Streaming
- A Star Trek: Discovery-től (2017) kezdve minden sorozat
- Star Trek: A 31-es szekció (2025)

### A Star Trek fontosabb társadalmai és szervezetei
| 31-es szekció                |
| Bolygók Egyesült Föderációja |
| Borg                         |
| Breen Konföderáció           |
| Csillagflotta                |
| Domínium                     |
| Kardassziai Birodalom        |
| Klingon Birodalom            |
| Maquis                       |
| A Nagy Lánc                  |
| Obszidián Rend               |
| Romulán Csillagbirodalom     |
| Son’a                        |
| Tal Shiar                    |

### A Star Trek helyei, bolygói
- Alfa-kvadráns
- Andoria
- Ba’ku
- Béta-kvadráns
- Betazed
- Bajor
- Chin’toka
- Föld
- Kardasszia-1
- Delta-kvadráns
- Gamma-kvadráns
- Omarion-csillagköd
- Semleges zóna
- Qo’nos
- Risa
- Talos IV
- Terra Nova
- Wolf 359
- Vulcan (Star Trek)

### A Star Trek hajói
- Föderációs hajók
- Klingon hajók
- Romulán hajók
- Kardassziai hajók
- Domínium hajók
- Borg hajók

### A Star Trek fajai
A Star Trekben több száz értelmes faj szerepel, legtöbbjük az emberekhez hasonló humanoid. Sokuk külsőleg csak minimálisan különbözik az emberektől, mi több egymással, így az emberekkel is képesek utódokat nemzeni. A legismertebb ilyen félvér szereplők: Spock, Deanna Troi és B’Elanna Torres.

### Star Trek-játékok
- Star Trek Legacy

- Star Trek Online (egy online Star Trek-világban játszódó MMO játék; ajánlott flotta itt érhető el: https://web.archive.org/web/20141217054032/http://hgforces.hu/ )

A Freelancer nevezetű 2003-as űrszimulátor rendelkezik nagyon sok Star Trek-módosítással, amelyet el lehet érni a MODDB oldalon

### Főbb szereplők
A USS Enterprise NCC–1701 legénysége („az eredeti sorozat”)
- James T. Kirk kapitány. (színész: William Shatner (1967–1994), Chris Pine (2009–))
- Spock parancsnok; első tiszt, tudományos tiszt. (színész: Leonard Nimoy (1967–2013), Zachary Quinto (2009–)) Vulkáni-ember félvér
- Dr. Leonard McCoy parancsnok-helyettes; hajóorvos. (színész: DeForest Kelley (1967–1999), Karl Urban (2009–))
- Montgomery Scott, „Scotty”, parancsnok-helyettes; főgépész. (színész: James Doohan (1967–1994), Simon Pegg (2009–))
- Hikaru Sulu hadnagy; kormányos. (színész: George Takei (1967-1991), John Cho (2009–))
- Uhura hadnagy; kommunikációs tiszt. (színész: Nichelle Nichols (1967–1991), Zoë Saldana (2009–))
- Pavel Andrejevich Chekov zászlós; navigátor. (színész: Walter Koenig (1967–1991), Anton Yelchin (2009–2016))
- Christine Chapel ápoló, később orvos. (színész: Majel Barrett, akit Gene Rodenberry feleségül vett, az egyetlen színész, aki valamennyi sorozatban szerepelt: a későbbi sorozatokban ő volt a fedélzeti számítógép konzervhangja.)[18]
- Janice Rand segédtiszt. (színész: Grace Lee Whitney) (1966–1967)

A USS Enterprise NCC–1701–D legénysége („The Next Generation”)
- Jean-Luc Picard kapitány. (színész: Patrick Stewart)
- William T. Riker parancsnok; első tiszt. (színész: Jonathan Frakes)
- Data parancsnok-helyettes; másodtiszt, tudományos tiszt. (színész: Brent Spiner) Pozitronikus mesterséges létforma
- Dr. Beverly Crusher parancsnok; hajóorvos. (színész: Gates McFadden) (1987–1988, 1989–1994)
- Geordi LaForge alhadnagy majd hadnagy, később parancsnok-helyettes; navigátor majd főgépész. (színész: LeVar Burton)
- Deanna Troi parancsnok-helyettes majd parancsnok; tanácsadónő. (színész: Marina Sirtis) Betazoid-ember félvér
- Worf alhadnagy majd hadnagy; taktikai tiszt majd biztonsági főnök. (színész: Michael Dorn) Klingon
- Tasha Yar hadnagy; biztonsági főnök. (színész: Denise Crosby) (1987–1988)
- Dr. Katherine Pulaski parancsnok; hajóorvos. (színész: Diana Muldaur) (1988–1989)
- Alyssa Ogawa zászlós; nővér. (színész: Patti Yasutake)
- Miles O’Brien alhadnagy a transzporterállomás főnöke. (színész: Colm Meaney)
- Guinan civil; a Csillagbár csaposa és önkéntes egyszemélyes lelki-segélyszolgálat. (színész: Whoopi Goldberg) El-Aurian
- Wesley Crusher civil, majd gyakorló zászlós, később zászlós, a Csillagflotta Akadémia kadétja. (színész: Wil Wheaton) (1987–1990)
- Ro Laren zászlós; navigátor. (színész: Michelle Forbes) (1991–1992) Bajori
- Reginald Barclay hadnagy, a gépészeti csapat tagja. (színész: Dwight Schultz)
- Spot Data macskája.

A Deep Space Nine űrállomás legénysége, valamint fontosabb lakói
- Benjamin Sisko parancsnok majd kapitány; állomásparancsnok. (színész: Avery Brooks) Ember, végül Próféta
- Kira Nerys őrnagy majd ezredes; első tiszt. (színész: Nana Visitor) Bajori
- Jadzia Dax hadnagy majd parancsnok-helyettes; tudományos tiszt. (színész: Terry Farrell) (1993–1998) Trill
- Worf parancsnok-helyettes; taktikai tiszt. (színész: Michael Dorn) (1995–1999) Klingon
- Odo biztonsági főnök. (színész: René Auberjonois) Elcserélt, egy kis ideig ember
- Julian Bashir hadnagy; az állomás főorvosa. (színész: Alexander Siddig)
- Miles O’Brien főnök (alhadnagy); főgépész. (színész: Colm Meaney)
- Michael Eddington parancsnokhelyettes; biztonsági tiszt, majd átáll a Maqui-hoz. (színész: Kenneth Marshall) (1994–1997)
- Ezri Dax zászlós majd hadnagy; tanácsadó. (színész: Nicole deBoer) (1998–1999) Trill, Dax új teste
- Jake Sisko Sisko kapitány fia; író, a Dominium-háború alatt haditudósító. (színész: Cirroc Lofton)
- Keiko O'Brien botanikus, egy ideig tanár az állomás iskolájában; Miles felesége. (színész: Rosalind Chao, Caroline Junko King)
- Quark csapos; a saját magáról elnevezett bár tulajdonosa. (színész: Armin Shimerman) Ferengi
- Rom Quark öccse, Nog apja; pincér Quark bárjában, majd az állomás segédgépésze, később ő lett a Nagy Nágus. (színész: Max Grodenchik) Ferengi
- Nog Rom fia; zászlós, végül hadnagy; a legelső ferengi a Csillagflottában. (színész: Aron Eisenberg) Ferengi
- Garak szabómester; korábban az Obszidián Rend tagja, de száműzték Kardassziából. (színész: Andrew Robinson) Kardassziai
- Kassidy Yates teherhajókapitány; Sisko kapitány kedvese, egy ideig a Maqui szimpatizánsa. (színész: Penny Johnson Jerald) (1995–1999)
- Morn teherhajókapitány; Quark leghűségesebb vendége és egyben bizalmasa. (színész: Mark Allen Shepherd) Lurian
- Leeta dabo-lány Quark bárjában; egy ideig dr. Bashir barátnője, majd Rom kedvese és később felesége is. (színész: Chase Masterson) Bajori
- Tora Ziyal festő-grafikus; Gul Dukat törvénytelen gyermeke. (színész: Cyia Batten, Tracy Middendorf, Melanie Smith) (1995–1997) Bajori-Kardassziai félvér

A USS Voyager NCC–74656 legénysége
- Kathryn Janeway kapitány. (színész: Kate Mulgrew)
- Chakotay parancsnok; első tiszt. (színész: Robert Beltran)
- Tuvok parancsok-helyettes majd lefokozzák hadnagyá, később újból parancsok-helyettes; biztonsági főnök, taktikai főtiszt. (színész: Tim Russ) Vulkáni
- B’Elanna Torres hadnagy; főgépész. (színész: Roxann Dawson) Klingon-ember félvér
- Tom Paris hadnagy majd lefokozzák zászlóssá, később újból hadnagy; navigátor, kormányos és ápoló. (színész: Robert Duncan McNeill)
- Doktor holografikus orvos-szimuláció. (színész: Robert Picardo) Hologram
- Hét Kilenced asztrometriai operátor, tudományos tanácsadó. (színész: Jeri Ryan) (1997–2001) Ember, exborg
- Harry Kim zászlós; műveleti (műszaki) tiszt, tudományos tiszt. (színész: Garret Wang)
- Kes ápoló. (színész: Jennifer Lien) (1995–1997) Ocampa
- Neelix főszakács, szabadidőszervező és morál-felelős, később a Delta kvadráns tiszteletbeli nagykövete. (színész: Ethan Phillips) Talaxiai
- Samantha Wildman zászlós; a Voyager xenobiológusa. (színész: Nancy Hower)
- Naomi Wildman civil; Samantha Wildman zászlós lánya, a kapitány tiszteletbeli segédje. (színész: Scarlett Pomers, Brooke Stephens, Vanessa Branch) Ktarian-ember félvér
- Vorik zászlós; a gépészeti csapat tagja. (színész: Alexander Enberg) Vulkáni
- Ayala hadnagy; taktikai és biztonsági tiszt – a karakter érdekessége, hogy összesen 120 epizódban jelenik meg, viszont csupán néhány mondatot szól mindössze, így majdhogynem néma szereplő. (színész: Tarik Ergin)
- Ashmore zászlós; a gépészeti csapat tagja. (színész: David Keith Anderson)
- Icheb Csillagflotta-kadét; asztrometriai segédoperátor. (színész: Manu Intiraymi) Brunali, exborg

Az Enterprise NX–01 legénysége
- Jonathan Archer kapitány. (színész: Scott Bakula)
- T’Pol parancsnok; elsőtiszt, tudományos tiszt. (színész: Jolene Blalock) Vulkáni
- Charles Tucker parancsnok; főgépész. (színész: Connor Trineer)
- Malcolm Reed hadnagy; harcászati tiszt, fegyvermester. (színész: Dominic Keating)
- Travis Mayweather zászlós; navigátor, kormányos. (színész: Anthony Montgomery)
- Hoshi Sato zászlós; kommunikációs tiszt, protokoll-tanácsadó. (színész: Linda Park)
- Dr. Phlox hajóorvos, kutatóorvos. (színész: John Billingsley) Denobulan
- Porthos Archer kapitány beagle fajtájú kutyája.

A USS Discovery NCC–1031 legénysége
- Michael Burnham elsőtiszt a USS Shenzhou-n, majd tudományos tiszt, elsőtiszt, végül kapitány a USS Discovery-n. (színész: Sonequa Martin-Green)
- Saru elsőtiszt, majd kapitány a USS Discovery-n. (színész: Doug Jones) Kelpien
- Gabriel Lorca kapitány, a USS Discovery első parancsnoka. (színész: Jason Isaacs)
- Christopher Pike kapitány, a USS Discovery ideiglenes parancsnoka. (színész: Anson Mount)
- Rayner új első tiszt a USS Discovery-n. (színész: Callum Keith Rennie) Kellerun
- Paul Stamets hadnagy, tudományos tiszt. (színész: Anthony Rapp)
- Keyla Detmer kormányos. (színész: Emily Coutts)
- Joann Owosekun taktikai tiszt.  (színész: Olin Oladejo)
- Sylvia Tilly kadét, gépész. (színész: Mary Wiseman)
- Dr. Hugh Culber hajóorvos. (színész: Wilson Cruz)
- Ash Tyler biztonsági tiszt, később a 31-es Szekció kapcsolattartója. (színész: Shazad Latif)
- Airiam kommunikációs tiszt. (színész: Hannah Cheesman) Ember/android
- Jett Reno főgépész.  (színész: Tig Notaro)
- Gen Rhys taktikai tiszt. (színész: Patrick Kwok-Choon)
- R.A. Bryce kommunikációs tiszt.  (színész: Ronnie Rowe)
- Philippa Georgiou terrán császárnő, később a 31-es Szekció ügynöke / a USS Shenzhou kapitánya. (színész: Michelle Yeoh)
- J.G. Linus tiszt.  (színész: David Benjamin Tomlinson) Szaurián
- Adira Tal zászlós. (színész: Blu del Barrio) Ember/trill

A USS Cerritos NCC–75567 állandó legénysége
- Beckett Mariner zászlós.  (színész: Tawny Newsome)
- Brad Boimler zászlós. (színész: Jack Quaid)
- D'Vana Tendi zászlós. (színész: Noël Wells) Orioni
- Sam Rutherford zászlós. (színész: Eugene Cordero)
- Carol Freeman kapitány, a USS Cerritos parancsnoka. (színész: Dawnn Lewis)
- Jack Ransom parancsnok, első tiszt. (színész: Jerry O’Connell)
- Shaxs hadnagy, biztonsági tiszt. (színész: Fred Tatasciore)
- Dr. T'Ana hajóorvos. (színész: Gillian Vigman) Kaitián
- Andy Billups parancsnokhelyettes. (színész: Paul Scheer)

A USS Protostar NX–76884 legénysége
- Dal R'El ismeretlen fajú fiú. (színész: Brett Gray) Ismeretlen faj
- Gwyndala Vau N'Akati lány. (színész: Ella Purnell) Vau N'Akati
- Jankom Pog tellarita fiú. (színész: Jason Mantzoukas) Tellarita
- Zéró medúza. (színész: Angus Imrie) Medúza
- Rok-Tahk brikari lány. (színész: Rylee Alazraqui) Brikari
- Murf halhatatlan paca. (színész: Dee Bradley Baker) Nem meghatározott faj
- Kathryn Janeway fedélzeti holoprogram. (színész: Kate Mulgrew) Hologram

Egyéb – gyakran (vagy csak egyszer-kétszer) előforduló mellék- vagy kulcsszereplők, illetve a Star Trek univerzumában meghatározó szereplők
- Duras a Duras-ház feje, aki alantas eszközöktől sem visszariadva akarja magához ragadni a hatalmat a Klingon Birodalom felett, de Worf végül megöli. (színész: Patrick Massett) Klingon
- Lwaxana Troi Deanna Troi édesanyja, nagykövet. (színész: Majel Barrett) Betazoid
- Seska genetikailag módosított kardassziai, aki beépült a Maquis soraiba, később lelepleződéséig zászlós a Voyager-en. (színész: Martha Hackett) Kardassziai
- Mogh Worf és Kurn apja, aki még Worf kiskorában meghalt egy romulán támadásban. Duras rágalmakkal bemocskolta a becsületét, de Worf később visszaszerzi. (Filmen sehol sem jelent meg.) Klingon
- Kurn Worf öccse, aki Gowron kancellár alatt bekerül a Nagy Tanácsba, de miután Worf szembeszáll a tehetségtelen kancellárral, Gowron elveszi Kurn becsületét, miután kiutasítja a tanácsból. Kurn emiatt meg akar halni, de végül Worf jó barátja, Noggra befogadja fiaként saját házába. Emiatt törlik az emlékeit és Rodek névvel él tovább. (színész: Tony Todd) Klingon
- Noggra Mogh barátja volt, így Worfé is, aki befogadja annak becsületét vesztett öccsét, Kurnt a házába. (színész: Robert DoQui) Klingon
- Q fizikai létezésen túli, a teret és az időt látszólag korlátlanul befolyásolni képes entitás. (színész: John deLancie) fajukat egyszerűen Q-nak nevezik
- Zek a Nagy nágus, a ferengi birodalom feje, aki a legnagyobb kereskedő. Egy időre Quark vette át a helyét, majd később Rom lett a tényleges utóda. (színész: Wallace Shawn) Ferengi
- Boothby a Csillagflotta Akadémia főkertésze, néhány korábbi diák – köztük Jean-Luc Picard és Kathryn Janeway – mentora. (színész: Ray Walston)
- Sybok vallási vezető; Spock féltestvére. (színész: Laurence Luckinbill) Vulkáni
- Borg királynő a borg – eddigi ismeretek szerint – egyetlen öntudattal rendelkező és így teljhatalmú tagja, aki összehangolja a dolgozók munkáját és közvetlen parancsokat is adhat; létéhez nem feltétlenül szükséges fizikai megjelenés. (színész: Alice Krige, Susanna Thompson) Borg, ill. test nélküli öntudat, korábban 125-ös faj
- Lon Suder közlegény; maquis-i, majd a Voyager gépészeti csapatának tagja, később fény derül szociopata viselkedésére miután megölte egyik kollégáját, ezért letartóztatják, egy kazon támadás során azonban feláldozza életét a Voyager legénységéért. (színész: Brad Dourif) Betazoid
- Shran parancsnok, majd civil; az Andoriai Birodalmi Gárda parancsnoka a Föderáció megalakulása előtt, később kilép a Gárdából. (színész: Jeffrey Combs) Andoriai
- Maxwell Forrest admirális; a Csillagflotta admirálisa a Föderáció megalakulása előtt, Jonathan Archer kapitány barátja és bizalmasa, a Vulkánon életét veszti a földi nagykövetség elleni merényletben. (színész: Vaughn Armstrong)
- Dr. Lewis Zimmerman orvos és számítógépes programfejlesztő, az Orvosi Segédhologram (Mark I. típus) megalkotója. (színész: Robert Picardo)
- Dr. Zefram Cochrane mérnök; a Földön ő találta fel 2063-ban a térhajtóművet, amivel megalapozta az emberiség utópisztikusnak tűnő jövőjét, a legelső ember, aki fénysebességgel (1-es fokozat) utazott (eltekintve a jövőböl visszautazott Riker és LaForge parancsnokok asszisztálásától). (színész: Glenn Corbett, James Cromwell)
- Emory Erickson mérnök; a transzportálás földi feltalálója és az első ember aki sikeresen ki is próbálta az eljárást. Fia viszont eltűnt egy szokottnál nagyobb teljesítményűnek szánt transzporter tesztelése során. (színész: Bill Cobbs)
- Khan Noonien Singh a 20. század végén létrehozott, genetikailag módosított, szuperintelligens ember, aki az Eugenikus Háborúban seregeket vezetett, de elbukott; 100 év múlva Kirk kapitány és legénysége talál rá, majd újra száműzik, ám évekkel később le akar számolni Kirk-kel, de a végső csatában elbukik és az USS Reliant-tel együtt elpusztul. (színész: Ricardo Montalbán, Benedict Cumberbatch) Ember, genetikailag módosított
- Phillip Green ezredes, a 21. századi harmadik világháború kirobbantója, aki önmagában 37 millió ember haláláért volt felelős. (színész: Phillip Pine, Steve Rankin)
- Dr. Noonien Soong kibernetikus, a briliáns elméjű, de bűnözővé lett orvos-genetikus dr. Arik Soong leszármazottja; a pozitronikus agy feltalálója; Data, Lore és Előtt (L-5) megalkotója. (színész: Brent Spiner)
- Lore pozitronikus mesterséges létforma; Data "bátyja", akivel felépítésben tökéletesen megegyeznek, azonban Lore-t dr. Soong sokkal emberibbre tervezte és az etikai alprogramjainak hibás működése során többször is Data életére tört, ill. el akarta pusztítani az Enterprise-t, ám Data örökre kikapcsolta őt. (színész: Brent Spiner) Android
- Sarek a Vulkán nagykövete a Föderációban a 2200-as években; Spock és Sybok apja; kapcsolata Spock-kal korán megromlott, mert nem értett egyet azzal, hogy fia belépett a Csillagflottába. (színész: Mark Lenard, Jonathan Simpson) Vulkáni
- Shahna dúskeblű gladiátor-kiképzőnő a Triskelion bolygón, a gonosz Providerek szolgálatában, az elfogott Kirk kapitány segítőjévé válik (Második évad, A Triskelion játékmesterei / The Gamesters of Triskelion c. epizód). (színész: Angelique Pettyjohn).
- Harry Mudd szélhámos szerencsvadász. (színész: Roger C. Carmel, Rainn Wilson)
- Soval a Vulkán nagykövete a Földön a 2120-as és a 2150-es évek között; többször is nyíltan nemtetszését fejezte ki azért, hogy Jonathan Archer-t helyezik a legelső földi felfedezőhajó kapitányi székébe, ám később megbékél Archer-ral (színész: Gary Graham) Vulkáni
- Surak filozófus, tudós; a vulkáni logika és az azon alapuló modern vulkáni civilizáció megalkotója; katráját már 1600 éve örökítik tovább egymásnak a legfőbb vulkáni vallási vezetők. (színész: Barry Atwater, Bruce Gray) Vulkáni
- T’Pau a vulkáni történelem egyik legelismertebb diplomatája és filozófusa; a vulkáni Surak eredeti filozófiáját követő Syrrannite szekta tagja volt a 22. század derekán, majd vezetője lett. (színész: Celia Lovsky, Kara Zediker, Betty Matsushita) Vulkáni
- Gul Dukat kardassziai katonai vezető; a bajori megszállás egykori irányítója, majd a Dominium-háború alatt a Pah-démon-szekta vezetője. (színész: Marc Alaimo) Kardassziai, végül Pah-démon
- Gowron a Klingon Birodalom kancellárja; hiú és szűk látókörű, aki tehetségtelenségével a Klingon Birodalmat is veszélybe sodorta, mert szembeszállt a sokkal rátermettebb Martok tábornokkal, végül Worftól egy vita során kialakult csetepatéban halálos sebet kapott. Ezután Worfot akarták megtenni kancellárnak, de ő a tisztséget Martokra ruházta át. (színész: Robert O'Reilly) Klingon
- Martok tábornok, majd birodalmi kancellár; a Dominium-háború alatt a DS9 védelmét szolgáló klingonok vezetője, Worf barátja, akit befogad a Martok-házba. (színész: J.G. Hertzler) Klingon
- L'Rell klingon taktikai parancsnok, majd a Klingon Birodalom kancellárja a DIS-sorozatban. (színész: Mary Chieffo) Klingon
- T'Kuvma klingon fővezér. (színész: Chris Obi) Klingon
- Katrina Cornwell a Csillagflotta admirálisa. (színész: Jayne Brook)
- Leland a  31-es Szekció részlegvezetője. (színész: Alan van Sprang)
- Cleveland "Book" Booker futár, avagy kereskedő a 32. században, majd Michael Burnham partnere. (színész: David Ajala)
- Gabrielle Burnham kutató, Michael Burnham anyja. (színész: Sonja Sohn)
- Charles Vance a Csillagflotta admirálisa a 32. században. (színész: Ódéd Fehr)
- Osyraa egy orioni bűnszindikátus vezetője a 32. században. (színész: Janet Kidder) Orioni
- T'Rina a Vulcan vezetője a 32. században. (színész: Tara Rosling) Vulkáni
- Dr. Kovich kutató a Csillagflottánál a 32. században. (színész: David Cronenberg)
- Laira Rillak a Föderáció elnöke a 32. században. (színész: Chelah Horsdal) Kardassziai/ember
- Raffi Musiker csillagflottatiszt, Picard barátja. (színész: Michelle Hurd)
- Dr. Agnes Jurati kibernetikus, a mesterséges létformák szakértője. (színész: Alison Pill)
- Bruce Maddox kibernetikus. (színész: Brian Brophy, John Ales)
- Cristóbal Rios kapitány, a Csillagflotta korábbi tisztje. (színész: Santiago Cabrera)
- Soji Asha emberszerű mesterséges android. (színész: Isa Briones) Pozitronikus mesterséges létforma
- Dahj emberszerű mesterséges android, Soji nővére. (színész: Isa Briones) Pozitronikus mesterséges létforma
- Narek Tal Shiar ügynök. (színész: Harry Treadaway) Romulán
- Narissa a Tal Shiar és a Zhat Vash ügynöke, Narek testvére. (színész: Peyton List) Romulán
- Oh a Tal Shiar és a Zhat Vash vezető tisztségviselője. (színész: Tamlyn Tomita) Romulán/vulkáni
- Elnor Picard romulán védence, a Qowat Milat rend harcosa, később az első romulán csillagflottatiszt. (színész: Evan Evagora) Romulán
- Kestra Riker és Troi lánya. (színész: Lulu Wilson)
- Renée Picard űrhajós a 21. században, Jean-Luc Picard őse. (színész: Penelope Mitchell)
- Lariss Picard házvezetőnője, romulán menekült, egykori Tal Shiar tag. (színész: Orla Brady) Romulán
- Tallinn romulán megfigyelő, aki Renée Picard védelmezője; Lariss őse. (színész: Orla Brady) Romulán
- Zhaban Lariss férje, akivel menekültként Picard birtokán lelt otthonra. (színész: Jamie McShane) Romulán
- Jack Crusher Picard Jean-Luc Picard és Beverly Crusher fia, Wesley Crusher féltestvére. (színész: Edward Speleers)
- Sidney La Forge Geordi La Forge lánya, a USS Titan-A kormányosa. (színész: Ashlei Sharpe Chestnut)
- Alandra La Forge Geordi La Forge másik lánya, szintén gépész. (színész: Mica Burton)
- Liam Shaw kapitány, a USS Titan-A parancsnoka. (színész: Todd Stashwick)
- Vadic egy fontos összeesküvő. (színész: Amanda Plummer) Elcserélt
- Jósló egy könyörtelen zsarnok, Gwyndala apja.  (színész: John Noble) Vau N'Akati
- Drednok a Jósló robotja. (színész: Jimmi Simpson) Mesterséges létforma
- Tysess a USS Dauntless első tisztje. (színész: Daveed Diggs) Andorián
- Noum a USS Dauntless orvosa. (színész: Jason Alexander) Tellarita
- Nandi ferengi csempész. (színész: Grey DeLisle) Ferengi